# Club Náutico El Arenal
El Club Náutico El Arenal (Club Nàutic S'Arenal en mallorquín) es un club náutico ubicado en El Arenal, Islas Baleares (España). Se fundó en 1952. 
Tiene secciones de pesca, vela, kitesurf y surf de remo.

## Vela
Es uno de los clubes organizadores del Trofeo Su Alteza Real Princesa Sofía.
Cuenta con equipos de regatas en las clases Optimist, Laser, y 420.
Sus deportistas han ganado campeonatos de España en las clases Optimist (1993, 2002), 420 (1968, 1985, 1990), Europe (1984, 1985, 1986, 1987), Finn (1984, 1990, 1991) y L'Equipe (2004).
A nivel internacional, destacan los campeonatos del mundo conseguidos por Xavier Antich y Pedro Terrones en 420 (2013) y Matías Bonet en Platú 25 (2006); los subcampeonatos del mundo de José Carlos Frauen (1983) y Marc Patiño (1992) en Optimist, José Carlos Frauen en Europe (1985), y Catalina y María Darder en 420 (1989); y el tercer puesto de José Miguel Ramis y Antonio Morro en el mundial de 420 (1987). Paula Barceló fue campeona del mundo juvenil en 470 los años 2016 y 2017 junto con Silvia Mas.